# アンエンド 確定死刑囚捜査班
『アンエンド 確定死刑囚捜査班』（アンエンド かくていしけいしゅうそうさはん）は、木崎ちあきによる日本の小説であり、自身初の警察小説。2024年6月5日に宝島社文庫より発売。

## 概要
冤罪事件を防ぐため警視庁捜査一課内に発足した死刑が確定した事件の再捜査を担当する『確定死刑囚捜査班』が舞台。

## 登場人物

### 警視庁

#### 捜査一課確定死刑囚捜査班
小津 勇（おづ いさむ）
班長。57歳。警視。元機動隊会計係の係長。
碓氷 椿姫（うすい つばき）
有名企業の令嬢で唯一の志願者。警部。
西 颯太（にし そうた）
元サイバー犯罪対策課。巡査部長。
横田 陸也（よこた りくや）
元SAT。警部補。
柏木 祐輔（かしわぎ ゆうすけ）
元組織犯罪対策課。準キャリアの警部。

#### 刑事部
香月 真知子（こうづき まちこ）
刑事部長。

### その他
織部 保（おりべ たもつ）
小津の元相棒。

## 書誌情報
- 木崎ちあき『アンエンド 確定死刑囚捜査班』宝島社文庫、2024年6月5日発売[1]、ISBN 978-4-299-05124-0